# Marit Aslaksdatter Sara
Marit Aslaksdatter Sara (født 1792, død 26. februar 1870) deltog i Kautokeinooprøret i november 1852. Hun blev 14. februar 1854 dømte af Højesteret til 2 års strafarbejde.

## Links
- Hendes dom